# Réserve domaniale du mont Valier
La réserve domaniale du mont Valier est une réserve naturelle gérée par l'Office National des Forêts sur une superficie de 9 037 hectares autour du mont Valier, emblématique du Couserans. Elle est située en versant nord des Pyrénées centrales, sur les communes de Seix et Bordes-Uchentein, dans le département de l'Ariège. Elle a été créée en 1937.

## Toponymie
Valier vient de Valerius (saint Valier, vers 452), mythique premier évêque du Couserans qui l'aurait escaladé.

## Géographie
Adossée sur 14 km de la frontière avec l'Espagne (Pallars-Sobirà - Catalogne), la réserve de 9 037 hectares est intégralement dans le massif du Mont-Valier et le parc naturel régional des Pyrénées ariégeoises.

## Histoire

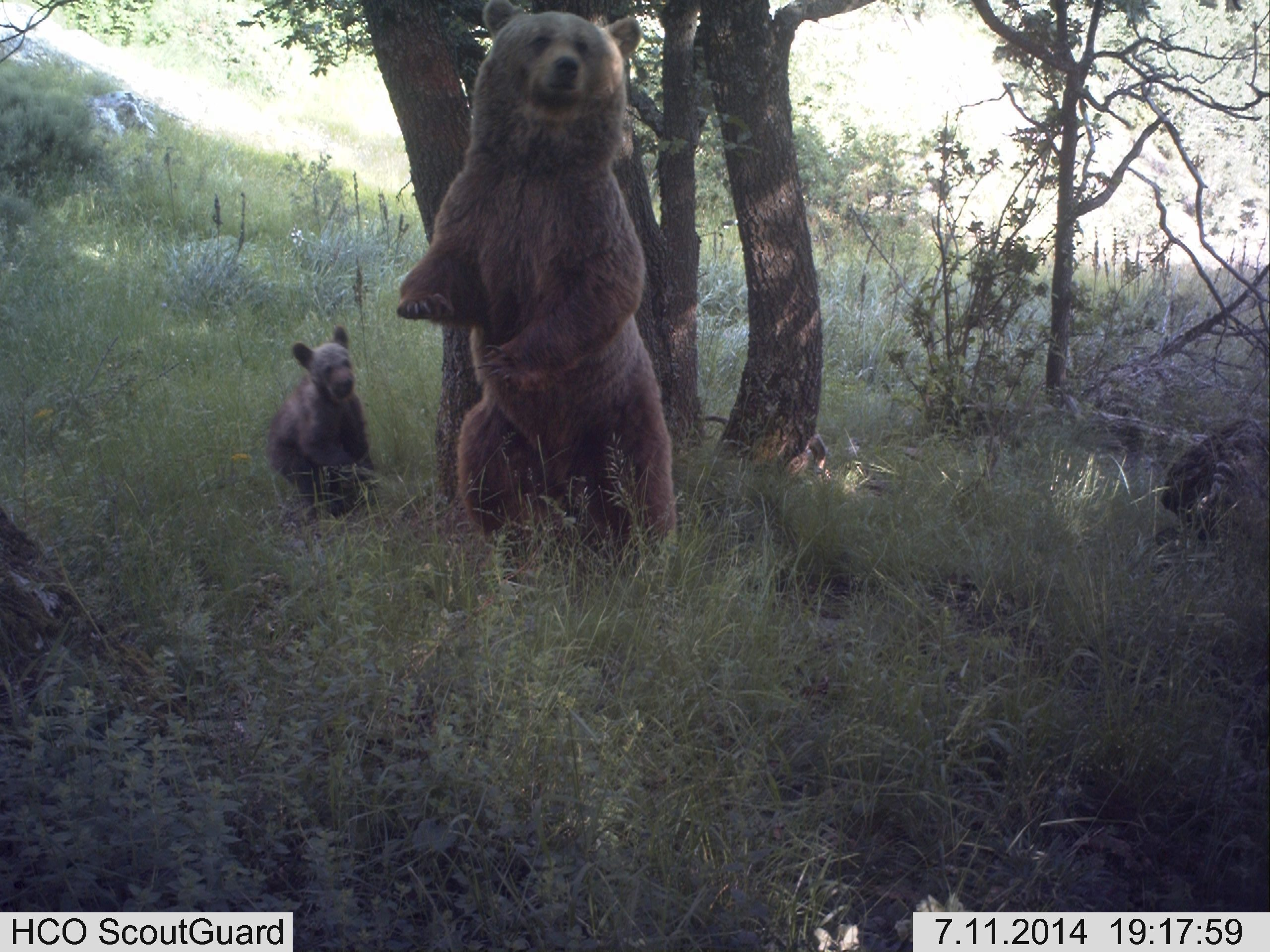
L'ourse Caramelles avec l'un de ses deux oursons de l'année (Boet ou Esmolet), habitués de la réserve, en 2014.

Le 20 novembre 2021, l'ourse Caramelles est tuée par un chasseur lors d'une battue au sanglier organisée dans la vallée de l'Estours. Il faisait partie d'un petit groupe séparé de la battue principale qui s'était déplacé dans la réserve du mont Valier, où la chasse est interdite. Vers 15 h 30, il se retrouve entre Caramelles et ses deux petits. Celle-ci, probablement apeurée par la battue, aurait chargé l'homme, qui tire deux fois. L'ourse est d'abord touchée à l'épaule puis tuée d'une balle qui lui traverse le cœur. Le chasseur, grièvement blessé, est mordu aux deux jambes, dont l'une est fracturée. Le parquet le poursuit pour « pour destruction d'une espèce protégée et pour chasse illégale dans une réserve de chasse et de faune sauvage ».

## Faune et flore

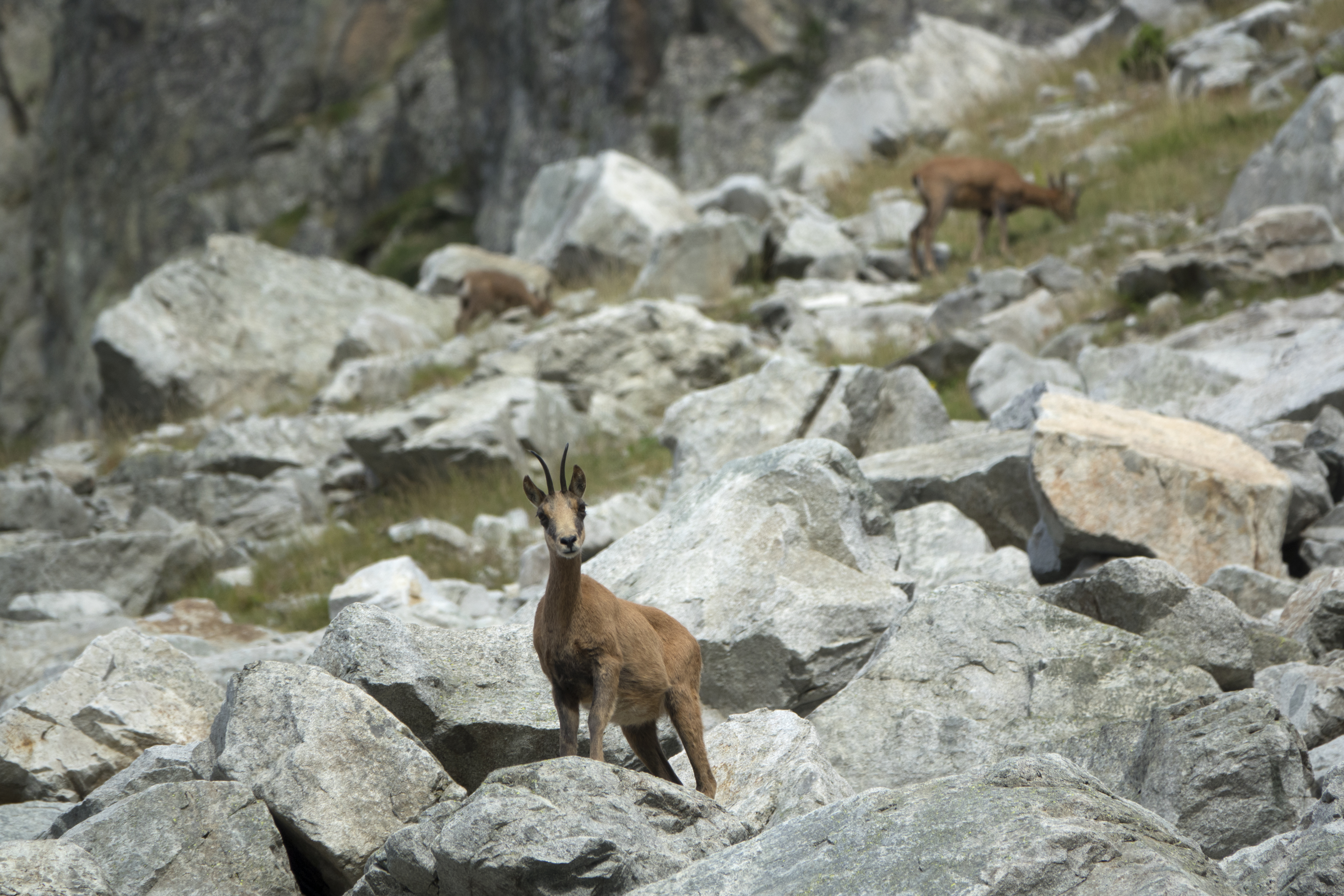
isards (Rupicapra pyrenaica).

### Faune
La réserve ainsi que la quasi-totalité du territoire domanial du massif de Fonta ont été classés zone de protection spéciale (protection particulière pour les oiseaux) en tant que site du Réseau Natura 2000.
La diversité faunistique est remarquable: l'isard, le grand tétras, le lagopède alpin, la Perdrix grise des Pyrénées, le desman des Pyrénées mais aussi l'aigle royal, le gypaète barbu et le vautour fauve sont parmi les hôtes notables de la réserve. La marmotte alpine a été introduite (six au Port d'Aula en 1961), six à Portanech d'Aurenert (1965) et six aux Bouches d'Aula (1972) qui se sont bien adaptées, se développantt essentiellement dans leurs secteurs d'introduction.
Ultérieurement ont été réintroduits au-delà de la réserve l’ours dans les années 1990 et le bouquetin ibérique en 2014. Sont présents de nombreux passereaux de montagne: pipit spioncelle, traquet motteux, rouge-queue, accenteur alpin et d'autres oiseaux assez rares comme la niverolle, le merle à plastron, le merle de roche et le tichodrome.
Le massif du mont Valier est la partie orientale d'une petite zone d'altitude où se trouve le lézard pyrénéen du val d'Aran (Iberolacerta aranica) endémique de ce petit secteur des Pyrénées centrales. Il est considéré en danger (EN) sur la liste rouge de l'Union internationale pour la conservation de la nature.

## Activités
Si les activités humaines sont sencées être encadrées par l'ONF notamment l'usage d'engins motorisés et la chasse dirigée à l'isard, le pastoralisme y est pratiqué afin de maintenir une diversité des biotopes et de laisser les paysages ouverts.